# Friends vs Friends
Friends vs Friends ist ein Deck-Building-Ego-Shooter von Indie-Entwickler Brainwash Gang und Publisher Raw Fury. Das Spiel wurde am 30. Mai 2023 für Microsoft Windows veröffentlicht und für später im gleichen Jahr auch für Konsolen angekündigt.

## Spielprinzip
Die Spieler steuern eines von mehreren Menschen ähnlichen Tieren, die verfluchte Sammelkarten gekauft haben, die die Tiere dazu bringen, in 1v1- oder 2v2-Deathmatches zu kämpfen. Jedes Tier hat einzigartige Fähigkeiten. Die Spieler müssen über ein Deck von mindestens 25 Karten verfügen und sind außerdem durch Kosten eingeschränkt. Zu Beginn eines Kampfes erhalten die Kämpfer zufällig mehrere Karten, die ihnen Boni verleihen, z. B. mächtige Waffen oder einen Nachteil für den Gegner. Die Kämpfe gehen über bis zu fünf Runden, und der Gewinner ist derjenige, der zuerst drei Runden gewonnen hat.

## Entwicklung
Friends vs Friends wird von Brainwash Gang entwickelt, einem unabhängigen Spielentwicklungsstudio aus Spanien. Das Spiel wurde erstmals im August 2022 auf der Gamescom für Windows und Konsolen angekündigt, wobei jedoch keine konkreten Konsolen oder ein Erscheinungsdatum genannt wurden. Im Mai 2023 kündigte Raw Fury an, dass das Spiel bis Ende des Monats für Windows erscheinen werde.